# یاشیکا الکترو ۳۵
یاشیکا الکترو ۳۵ (به انگلیسی: Yashica Electro 35) یک دوربین عکاسی فیلم ۱۳۵ تک‌لنزی غیربازتابی ساخت شرکت یاشیکا است.